# Svetlana Radović
Svetlana Radović (v srbské cyrilici Светлана Радовић; 21. listopadu 1937 – 2000) byla černohorská architektka.
Radović vyrůstala v Podgorici a Cetinji. Vystudovala fakultu architektury Bělehradské univerzity a také University of Pennsylvania. Navrhla celou řadu významných brutalistických staveb, které se objevily v dobách socialistické Jugoslávie v oblasti jižní části země. Mezi její stavby patří například Hotel Zlatibor v Užici v Srbsku, hotel Podgorica v černohorské metropoli a další objekty (parky, památníky aj). Za Hotel Podgorica obdržela ocenění deníku Borba.
Později spolupracovala s japonskými architekty. Byla také vybrána za členku Ruské akademie věd.